# 九条忠高
九条 忠高（くじょう ただたか、建暦元年〈1211年〉 - 建治2年〈1276年〉）は、鎌倉時代の公卿。正二位中納言、民部卿。父は按察使二条定高、母は参議藤原親雅女。

## 経歴
以下、『公卿補任』および『尊卑分脈』の内容に従って記述する。
- 承久元年（1219年）1月5日、叙爵。
- 元仁2年（1224年）1月23日、伊賀守に任ぜられる。同年12月22日、勘解由次官を兼ねる。
- 安貞元年（1228年）1月5日、従五位上に昇叙[1]。
- 安貞2年（1229年）1月5日、正五位下に昇叙[2]。
- 寛喜2年（1230年）2月16日、中宮大進に任ぜられる。
- 寛喜3年（1231年）3月25日、左衛門権佐を兼ねる[3]。同年4月5日、右少弁に任ぜられる[4]。同年10月20日、防鴨川使を兼ねる[5]。同月28日、春宮大進に任ぜられる[6]。
- 貞永元年（1232年）10月4日、春宮大進を止める。同年12月14日、蔵人に補される。
- 貞永2年（1233年）1月28日、左少弁に転任。同年12月2日、左少弁と蔵人を去る。
- 文暦元年（1234年）12月21日、正五位上に昇叙。
- 文暦2年（1235年）6月17日、権右中弁に任ぜられる。同日、従四位下に昇叙。
- 嘉禎2年（1236年）2月30日、右中弁に転任。同年12月18日、従四位上に叙せられ蔵人頭に補される。
- 嘉禎3年（1237年）1月24日、左中弁に転任。同年2月21日、左宮城使を兼ねる。同年4月24日、正四位下に昇叙[7]。
- 嘉禎4年（1238年）1月22日、父定高の喪に服す。同年2月15日、母の喪に服す。同年閏2月6日、復任した。同月27日、右大弁に転任。
- 暦仁元年（1238年）4月20日、参議に任ぜられる。同日、左大弁に転任。同月23日、勘解由長官を兼ねる。
- 暦仁2年（1239年）1月24日、従三位に昇叙。
- 延応2年（1240年）1月22日、播磨権守を兼ねる。
- 仁治2年（1241年）2月1日、権中納言に任ぜられる。
- 仁治3年（1242年）9月10日、大嘗会御潔斎装束司長官に任ぜられる。同年11月12日、正三位に昇叙。
- 寛元2年（1244年）6月13日、権中納言を辞退。
- 寛元4年（1246年）1月5日、従二位に叙せられる。
- 建長6年（1254年）9月6日、正二位に昇叙。
- 建長8年（1256年）4月5日、民部卿に任ぜられる。
- 文応元年（1260年）8月28日、中納言に任ぜられる。
- 弘長元年（1261年）3月27日、中納言を辞退。
- 文永9年（1272年）出家。法名専信。
- 建治2年（1276年）5月4日、薨去。享年66。

## 系譜
- 父：二条定高（1190-1238）
- 母：参議藤原親雅の娘
- 妻：白拍子[8]
  - 男子：九条高俊
- 妻：葉室資頼の娘[8]
  - 男子：九条高長
  - 男子：九条定光
  - 男子：九条高朝
- 生母不明の子女
  - 男子：九条定忠[8]
  - 男子：定暁[8] - 醍醐寺権僧正
  - 男子：光信[8] - 法印
  - 女子：東一条院女房中納言局[8]
  - 女子：大納言隆顕母[8]
  - 女子：葉室頼親室[8]
  - 女子：大納言隆顕室[8]